# Charley Roussel Fomen
Charley Roussel Fomen, né le 9 juillet 1989, est un footballeur camerounais qui évolue au poste d'arrière gauche au Red Star FC.

## Biographie
Charley Fomen commence sa carrière au club de Mont Cameroun FC situé à Buéa. Il est l'auteur de belle saison avec 23 matchs pour 5 buts. Il est très vite repéré par les Panthère du Ndé où il confirme sa formidable ascension.
Il participe avec l'équipe du Cameroun des moins de 20 ans à la Coupe d'Afrique des nations junior 2007 et à la Coupe d'Afrique des nations junior 2009. Cette dernière emmène le Cameroun en finale, finale perdue contre le Ghana.
Le 7 février 2007, le joueur honore sa première convocation avec le Cameroun contre le Togo à Lomé (2-2) mais il ne rentre finalement pas en jeu.
Il intègre ensuite le groupe de Ntougou Mpilé pour une tournée au Vietnam. De l’Asie, il reviendra avec le titre de vice-champion de la première édition de la Bach Viet Cup en 2006, juste derrière la Finlande. Fomen va également prendre part à la coupe du monde militaire en Inde où il va obtenir la médaille d’argent. 
Ce joueur explosif pouvant jouer des deux pieds se fait remarquer en Europe et plus particulièrement en France, où l'AS Saint-Étienne et l'Olympique de Marseille le suivent de très près. Après avoir raté son transfert en Russie au Saturn de Moscou pour cause de permis de travail, il rejoint la France pour la saison 2009/10.
Fin mars 2009, il signe en effet un pré-contrat pour rejoindre l'Olympique de Marseille, qui prend effet le 9 juin 2009, dans l'optique de suppléer Taye Taiwo qui finalement reste à l'OM. Toutefois il n'est pas retenu par l’entraîneur Didier Deschamps dans la liste des 26 joueurs pour le stage de pré-saison à Saint-Jean-de-Luz.
Il est dans ce club pour une période de 3 ans à la reprise de l'entrainement le 30 juin 2009. Après une première saison vécue avec la réserve de l'Olympique de Marseille, Fomen est prêté au Dijon Football Côte d'Or (Ligue 2) pour la saison 2010/11.
Au mercato d'été 2011, Didier Deschamps ne compte pas sur lui et il est transféré à Clermont en Ligue 2.

## Palmarès
- Cameroun - 20 ans
  - Coupe d'Afrique des nations junior
    - Finaliste : 2009.

## Statistiques
| Saison                | Club                  | Championnat           | Championnat | Championnat | Coupe nationale | Coupe nationale | Coupe de la Ligue | Coupe de la Ligue | Total | Total |
| Saison                | Club                  | Division              | M.          | B.          | M.              | B.              | M.                | B.                | M.    | B.    |
| 2010-2011             | Dijon FCO (prêt)      | Ligue 2               | 28          | 0           | -               | -               | 1                 | 0                 | 29    | 0     |
| Sous-total            | Sous-total            | Sous-total            | 28          | 0           | -               | -               | 1                 | 0                 | 29    | 0     |
| 2011-2012             | Clermont Foot         | Ligue 2               | 30          | 0           | 1               | 0               | -                 | -                 | 31    | 0     |
| 2012-2013             | Clermont Foot         | Ligue 2               | 17          | 0           | -               | -               | 1                 | 0                 | 18    | 0     |
| Sous-total            | Sous-total            | Sous-total            | 47          | 0           | 1               | 0               | 1                 | 0                 | 49    | 0     |
| 2015                  | Leiknir Reykjavik     | Pepsi-deild           | 17          | 1           | 1               | 0               | -                 | -                 | 18    | 1     |
| Sous-total            | Sous-total            | Sous-total            | 17          | 1           | 1               | 0               | -                 | -                 | 18    | 1     |
| 2017-2018             | Red Star FC           | National              | 4           | 0           | 1               | 0               | 1                 | 0                 | 6     | 0     |
| Sous-total            | Sous-total            | Sous-total            | 4           | 0           | 1               | 0               | 1                 | 0                 | 6     | 0     |
| Total sur la carrière | Total sur la carrière | Total sur la carrière | 96          | 1           | 3               | 0               | 3                 | 0                 | 102   | 1     |